# José María Pérez Boixaderas
 (septembre 2014).
José María Pérez Boixaderas, né le 2 novembre 1947 à Montcada i Reixac (Catalogne, Espagne), est un footballeur espagnol qui évoluait au poste d'attaquant.

## Biographie
Après avoir joué au RCD Majorque, José María Pérez Boixaderas joue pendant quatre saisons au FC Barcelone entre 1971 et 1975. Il remporte le championnat d'Espagne en 1974 avec le Barça emmené par Johan Cruijff.
En 1975, il est recruté par l'UD Salamanque où il joue jusqu'en 1980, année de sa retraite sportive.

## Palmarès
- Champion d'Espagne en 1974 avec le FC Barcelone